# Поточечная сходимость
В математике, поточечная сходимость последовательности функций на множестве — это вид сходимости, при котором каждой точке данного множества ставится в соответствие предел последовательности значений элементов последовательности в этой же точке.
Функция, определяемая таким образом, называется предельной функцией данной последовательности или её поточечным пределом, при этом говорится, что данная последовательность сходится поточечно к предельной функции.
Более сильный вид сходимости — равномерная сходимость: если функциональная последовательность сходится равномерно, то эта последовательность также сходится и поточечно, но не наоборот. Для того, чтобы поточечный предел последовательности функций был равномерным, должен выполняться критерий Коши.
Понятие поточечной сходимости естественным образом переносится на функциональные семейства и функциональные ряды.

## Определение
Пусть {\displaystyle \{f_{n}\}_{n=1}^{\infty }} — последовательность функций вида {\displaystyle f_{n}\colon X\to \mathbb {R} } ({\displaystyle n=1,2,\dots }) где {\displaystyle X} — область определения, единая для всех функций семейства.
Зафиксируем точку {\displaystyle x\in X} и рассмотрим числовую последовательность вида {\displaystyle \{f_{n}(x)\}_{n=1}^{\infty }}.
Если у этой последовательности имеется (конечный) предел, то точке {\displaystyle x} можно сопоставить предел этой последовательности, обозначив его {\displaystyle f(x)}:
{\displaystyle f(x):=\lim _{n\to \infty }f_{n}(x)}.
Если рассмотреть все точки множества {\displaystyle E\subset X}, в которых указанный предел существует, то можно определить функцию {\displaystyle f\colon E\to \mathbb {R} }.
Таким образом определённая функция называется поточечным пределом последовательности функций семейства {\displaystyle \{f_{n}\}_{n=1}^{\infty }} на множестве {\displaystyle E}:
{\displaystyle f_{n}\to f\quad \{E\}\Leftrightarrow \left(\forall x\in E\quad f_{n}(x)\to f(x)\quad n\to \infty \right)},
а про само семейство {\displaystyle \{f_{n}\}_{n=1}^{\infty }} говорят, что оно поточечно сходится к функции {\displaystyle f} на множестве {\displaystyle E}.

## Свойства
Концепция поточечной сходимости в некотором смысле контрастирует с понятием равномерной сходимости. Конкретно,
{\displaystyle \lim _{n\rightarrow \infty }f_{n}=f} равномерно
равносильно
{\displaystyle \lim _{n\rightarrow \infty }\sup\{\,\left|f_{n}(x)-f(x)\right|:x\in D\}=0.}
Это утверждение более сильно, чем утверждение поточечной сходимости: каждая равномерно сходящаяся функциональная последовательность сходится поточечно к той же предельной функции, однако обратное, вообще говоря, неверно. Например,
{\displaystyle \lim _{n\rightarrow \infty }x^{n}=0} поточечно на интервале [0,1), но не равномерно на интервале [0,1).
Поточечный предел последовательности непрерывных функций может не являться непрерывной функцией, но только в том случае, если сходимость одновременно не является и равномерной. Например, функция
{\displaystyle f(x)=\lim _{n\rightarrow \infty }\cos(\pi x)^{2n}}
принимает значение 1, если x целое, и 0, если x не является целым, и поэтому не является непрерывной для целых чисел.
Значения функции fn не должны обязательно быть вещественными, а могут принадлежать любому топологическому пространству с тем, чтобы концепция поточечной сходимости имела смысл. С другой стороны, равномерная сходимость не имеет, вообще говоря, смысла для функций, принимающих значения в топологических пространствах, однако имеет смысл в том частном случае, когда топологическое пространство снабжено метрикой.

## Топология
Поточечная сходимость такая же, как сходимость в топологии произведения на пространстве YX. Если Y компакт, то, по теореме Тихонова, пространство YX также компакт.

## В теории меры
В теории меры вводится понятие сходимости почти всюду последовательности измеримых функций, определённых на измеримом пространстве, которое означает сходимость почти всюду. Теорема Егорова утверждает, что поточечная сходимость почти всюду на множестве конечной меры влечёт равномерную сходимость на множестве лишь немного меньшем.